# Luan Polli
Luan Polli Gomes (Meleiro, 6 de Abril de 1993) é um futebolista brasileiro que atua como goleiro. Atualmente joga no Cuiabá.

## Carreira

### Divisões de base e Figueirense
Polli começou a carreira com apenas 10 anos, no Casa Lar, uma escolinha de futebol de Santa Catarina.
Em 2009, após ser indicado pelo diretor do Casa Lar, João Ozor, para um período de testes, Luan foi aprovado e contratado pelo Figueirense. O arqueiro se profissionalizou pelo clube em 2012, quando passou a treinar com os profissionais no Campeonato Catarinense daquele ano.
Com atuações destacadas em campeonatos de base como a Taça BH, em 2011, e a Copa São Paulo de Futebol Júnior, em 2012, Luan despertou o interesse do Flamengo, que o contratou por empréstimo por um ano.

### Empréstimo ao Flamengo
Em 12 de setembro de 2012, Polli foi emprestado ao Flamengo. De início, o contrato com o clube carioca era válido até julho de 2013, mas foi prorrogado por mais um ano.
Polli foi contratado pela equipe carioca para jogar na equipe de juniores. Em 2012, por exemplo, Luan foi o goleiro titular na final da Taça OPG do juniores daquele ano, na qual o Flamengo venceu o Botafogo e conquistou o título. Já em 2013, ajudou a equipe a conquistar a Taça Rio de Juniores.
Polli passou a integrar a equipe profissional em 2013, onde era o quarto goleiro da equipe. Chegando aos profissionais, esteve no banco de reservas em sete jogos. Estreou pelo clube em jogo válido pela 14ª rodada da Taça Guanabara do Campeonato Carioca de 2014: empate em 2 a 2 com o Bangu. Na ocasião, o goleiro iniciou a partida como titular.
Desta forma, Polli fez parte do plantel da equipe que conquistou a Taça Guanabara e o Cariocão daquele ano.

### Retorno ao Figueirense
Terminado o período de empréstimo ao Flamengo, Polli retornou a Florianópolis em julho de 2014, para ser o reserva de Tiago Volpi. Sua reestreia pelo clube se deu na partida contra o Fluminense, válida pelo Brasileirão daquele ano, quando Volpi estava suspenso.
No final de 2014, com a venda de Volpi para o Querétaro, do México, Luan virou titular da equipe. Assim, participou como titular de alguns jogos na campanha que resultou no título do Campeonato Catarinense de 2015.

### Boa Esporte
Pelo Boa Esporte, Polli foi reserva da campanha que rendeu o título da Série C ao clube, em 2016.
Em 2017, Polli defendeu duas cobranças de pênalti na disputa pela segunda fase da Copa do Brasil, contra o Goiás. Apesar disso, o Boa Esporte perdeu a disputa por 3 a 2.

### Naxxar Lions
Após o fim do empréstimo ao Boa Esporte, Polli deixou o Figueirense, e no início de 2018 o goleiro viajou para a Itália para conseguir a cidadania italiana. Em seguida ele foi contratado pelo Naxxar Lions, clube de Malta da primeira divisão local.

### Sport
No dia 31 de julho de 2018, o Sport anunciou a contratação do goleiro com contrato até maio de 2019. Realizou sua estreia no dia 20 de outubro de 2019, contra o Brasil de Pelotas, pela Série B, quando o titular Mailson se lesionou na reta final da temporada e ficou o resto do ano sem jogar. A partida terminou em 0 a 0. Luan Polli atuou até o final do campeonato, sendo um dos destaques do Leão.
Em 3 de setembro de 2020, fez sua estreia com o clube na Série A, contra o Grêmio, em uma partida que terminou com vitória rubro-negra por 2 a 1. Na primeira divisão, o goleiro foi um dos destaques do clube, sendo um dos arqueiros mais exigidos do campeonato. O Sport acabou conquistando uma permanência dada por muitos como improvável, dado o momento do time dentro e fora de campo. Assim, por causa da pandemia de COVID-19, as temporadas 2020 e 2021 foram colocadas muito próximas uma da outra, resultando na maioria dos jogadores titulares do Sport, incluindo Luan, retirados do time para descanso e recuperação física. Esse “descanso” deu espaço para os outros dois goleiros (Mailson e Carlos Eduardo) no time titular, mas Polli retomou sua titularidade. Porém, falhas (em especial no empate contra o 4 de Julho na Copa do Nordeste de 2021, onde fez um gol contra) resultaram em seu companheiro Carlos Eduardo ganhando a titularidade após esperar um ano para ganhar oportunidades. Pouco tempo depois, em jogo contra o Central, pelo Campeonato Pernambucano, Carlos Eduardo se lesionou, e Polli entrou no decorrer do jogo, pegando um pênalti de Júnior Lemos. Mesmo assim, foi expulso em jogo contra o Afogados pelo mesmo certame, e desde então perdeu a titularidade para Mailson. Viu do banco de reservas seu time mudar de comando (Jair Ventura saiu para a entrada de Umberto Louzer na área técnica) e perder a final do estadual para o Náutico nos pênaltis, em jogo realizado nos Aflitos. Após ficar de fora das primeiras rodadas, a diretoria recém-eleita do time rubro-negro, em conjunto com Polli, comunicou sua saída.

### Coritiba
Foi anunciado como reforço do Coritiba no dia 10 de fevereiro de 2023, assinando contrato até dezembro de 2024. Realizou sua estreia como titular no dia 20 de maio, contra o Atlético Mineiro, em jogo válido pelo Campeonato Brasileiro, após o goleiro Gabriel passar por exames e sentir dores em sua perna. A partida terminou 2 a 1 para o Galo, que virou aos 90 minutos do segundo tempo. Luan Polli voltou a ser titular no dia 8 de julho, contra o América Mineiro, após Gabriel tomar amarelo em um jogo contra o Goiás. O América abriu o placar aos 8 minutos de jogo, mas o Coxa virou e venceu por 3 a 1, com grande atuação do atacante Robson. Após essa partida, Luan voltou a atuar no dia 27 de agosto, contra o Fortaleza, entrando no lugar de Gabriel, que saiu com dores na panturrilha esquerda. Na ocasião, o clube paranaense acabou sendo derrotado por 3 a 1.

## Títulos
Casa Lar
- Taça Umbro: 20019

Figueirense
- Campeonato Catarinense (Juvenil): 2009
- Campeonato Catarinense: 2015

Flamengo
- Torneio Octávio Pinto Guimarães: 2012
- Taça Rio (Juniores): 2013
- Copa do Brasil: 2013
- Taça Guanabara: 2014
- Campeonato Carioca: 2014

Boa Esporte
- Campeonato Brasileiro - Série C: 2016

Sport
- Campeonato Pernambucano: 2019

Atlético Goianiense
- Campeonato Goiano: 2022